# مخور (تشالدران)
مخور (بالفارسية: مخور) هي قرية تقع في أذربيجان الغربية في إيران. يقدر عدد سكانها بـ 1225 نسمة بحسب إحصاء 2016.